# تل کره‌ای بنرود
تل کره‌ای بنرود، روستایی از توابع بخش ارژن شهرستان شیراز در استان فارس ایران دارای ۶۰ خانوار و باجمعیت۳۰۰ نفر که شغل بیشتر مردم کشاورزی وباغ داری که بهترین محصولات مانند  سیب وگردو وبادام و.... رابه بازار عرضه میکنند با آب هوای سردسیری وگویش مردم این روستا لری میباشد که بیشتر مردم این روستا باسواد وداری جوانان تحصیل کرده زیادی هست که در ارگانهای دولتی وخصوصی مشغول کارهستند 

## جمعیت
این روستا در دهستان دشت ارژن قرار دارد و براساس سرشماری مرکز آمار ایران در سال ۱۳۹۵، جمعیت آمار۳۰۰ نفر (۶۰خانوار) بوده‌است.